# مقاطعة بونديرا (مونتانا)
مقاطعة بونديرا (بالإنجليزية: Pondera County)‏ هي إحدى مقاطعات ولاية مونتانا في الولايات المتحدة الأمريكية.